# 메르세데스-벤츠 M297 엔진
메르세데스-벤츠 M297 엔진(영어: Mercedes-Benz M297 engine)은 1997년부터 2016년까지 메르세데스-벤츠에서 생산했던 V12 엔진이다.

## 디자인
M297은 M120 엔진을 기반으로 하지만 고성능 스포츠카에 사용하기 위해 AMG에 의해 조정되었다. 보어와 스트로크가 각각 89 mm × 92.4 mm (3.50 in × 3.64 in)인 6.9 L (6,898 cc) 버전으로 제공되었으며 CLK GTR의 도로 법적 버전에서만 사용할 수 있었다. 91.5mm (3.60 인치)의 더 큰 구멍을 가진 7.3 L (7,291 cc) 장치도 사용할 수 있으며 2016년까지 파가니 존다에도 사용되었다.